# Anocha spinosa
Anocha spinosa är en tvåvingeart som först beskrevs av Ephraim Porter Felt 1913.  Anocha spinosa ingår i släktet Anocha och familjen gallmyggor. Inga underarter finns listade i Catalogue of Life.